# Якубиця
Якубиця (македонською: Јакупица) або Мокра Планина гірський масив у центральній частині республіки Македонія. Його найвищою вершиною є гора Солунська Глава (2,540 м). Серед інших значних вершин: Караджиця (2,473 м), Попово Брдо (2,380 м), Остар Брег (2,365 м), Убава (2,353 м), Остар Врв (2,275 м) і Даутіца (2,178 м).

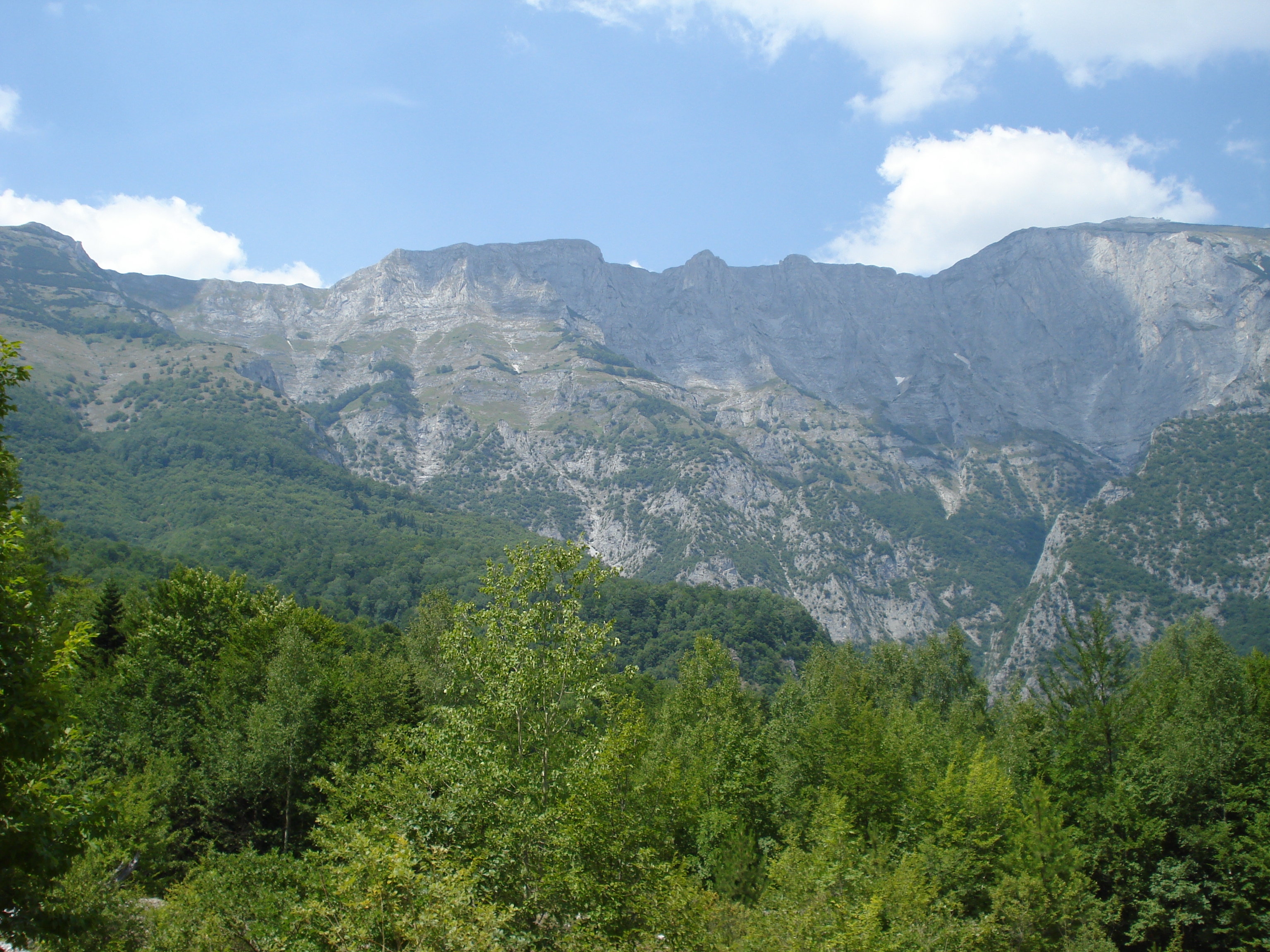
Краєвид Якубіци, справа вершина Солунська Глава.

Рельєф перетинають численні гірські річки. Великі площі покриті буковими, дубовими і хвойними лісами, є льодовик. Багато установ рекомендували створити на цій території (і території хребта Шар-Планина) національний парк.
На територію цього масиву легко потрапити зі столиці Скоп'є, міста Велес і численних сіл у цьому районі.
Погожого дня з вершини Солунська Глава можна побачити місто Салоніки в Греції.